# Gmina Sevnica
Sevnica – gmina w Słowenii. W 2002 roku liczyła 17 726 mieszkańców. Ośrodek przemysłu spożywczego, włókienniczego, chemicznego, maszynowego. Siedziba gminy: Sevnica.

## Miejscowości
Miejscowości wchodzące w skład gminy Sevnica:

- Apnenik pri Boštanju
- Arto
- Birna vas
- Blanca
- Boštanj
- Breg
- Brezje
- Brezovo
- Budna vas
- Cerovec
- Dedna Gora
- Dolenji Boštanj
- Dolnje Brezovo
- Dolnje Impolje
- Dolnje Orle
- Drožanje
- Drušče
- Čanje
- Čelovnik
- Češnjice
- Gabrijele
- Gabrje
- Gornje Brezovo
- Gornje Impolje
- Gornje Orle
- Goveji Dol
- Hinje
- Hinjce
- Hudo Brezje
- Jablanica
- Jelovec
- Jeperjek
- Kal pri Krmelju
- Kamenica
- Kamenško
- Kaplja vas
- Kladje nad Blanco
- Kladje pri Krmelju
- Koludrje
- Kompolje
- Konjsko
- Krajna Brda
- Križ
- Križišče
- Krmelj
- Krsinji Vrh
- Laze pri Boštanju
- Ledina
- Leskovec v Podborštu
- Log
- Loka pri Zidanem Mostu
- Lončarjev Dol
- Lukovec
- Mala Hubajnica
- Malkovec
- Marendol
- Metni Vrh
- Mrtovec
- Mrzla Planina
- Novi Grad
- Okroglice
- Orehovo
- Orešje nad Sevnico
- Osredek pri Hubajnici
- Osredek pri Krmelju
- Otavnik
- Pavla vas
- Pečje
- Pijavice
- Podboršt
- Podgorica
- Podgorje ob Sevnični
- Podvrh
- Poklek nad Blanco
- Polje pri Tržišču
- Ponikve pri Studencu
- Preska
- Prešna Loka
- Primož
- Radež
- Radna
- Račica
- Razbor
- Rogačice
- Rovišče pri Studencu
- Selce nad Blanco
- Sevnica – siedziba gminy,
- Skrovnik
- Slančji Vrh
- Slap
- Spodnje Mladetiče
- Spodnje Vodale
- Srednik
- Stržišče
- Studenec
- Svinjsko
- Šentjanž
- Šentjur na Polju
- Škovec
- Šmarčna
- Štajngrob
- Telče
- Telčice
- Trnovec
- Trščina
- Tržišče
- Velika Hubajnica
- Veliki Cirnik
- Vranje
- Vrh pri Boštanju
- Vrhek
- Zabukovje nad Sevnico
- Zavratec
- Zgornje Mladetiče
- Zgornje Vodale
- Znojile pri Studencu
- Žigrski Vrh
- Žirovnica
- Žurkov Dol